# Euklidische Relation

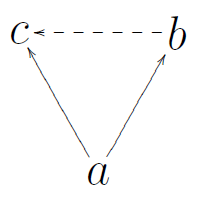
Für eine rechts-euklidische Relation gilt: vorausgesetzt, dass zu und zu in gleicher Beziehung steht (durchgehende Pfeile), so stets auch zu (gestrichelter Pfeil)

Eine euklidische Relation ist in der Mathematik eine binäre Relation, für die Euklids Axiom „Was demselben gleich ist, ist auch einander gleich“ gilt.

## Definition
Eine binäre Relation {\displaystyle R} auf einer Menge {\displaystyle X} heißt euklidisch (oder auch rechts-euklidisch), wenn für beliebige Elemente {\displaystyle a,b,c} in {\displaystyle X} die folgende Bedingung erfüllt ist: steht {\displaystyle a} zu {\displaystyle b} und {\displaystyle a} zu {\displaystyle c} in gleicher Beziehung, so steht auch {\displaystyle b} zu {\displaystyle c} in dieser Beziehung. Dies lässt sich auch prädikatenlogisch ausdrücken mit {\displaystyle \forall a,b,c\in X(aRb\land aRc\implies bRc)}.
Dual dazu heißt eine Relation {\displaystyle R} auf {\displaystyle X} links-euklidisch, wenn für beliebige {\displaystyle a,b,c} in {\displaystyle X} gilt: stehen sowohl {\displaystyle b} als auch {\displaystyle c} in Beziehung zu {\displaystyle a}, dann steht auch {\displaystyle b} in Beziehung zu {\displaystyle c}, formal {\displaystyle \forall a,b,c\in X(bRa\land cRa\implies bRc)}.

## Eigenschaften

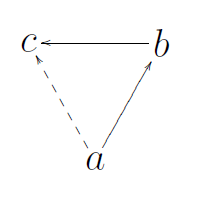
Für Transitivität gilt: vorausgesetzt, dass zu und zu in der Relation steht, so stets auch zu

- Die Eigenschaft euklidisch zu sein unterscheidet sich von der Transitivität. Zum Beispiel ist die Relation ≤ auf den natürlichen Zahlen transitiv, doch nicht rechts-euklidisch,[3] während die durch {\displaystyle xRy:\Leftrightarrow 0\leq x\leq y+1\leq 2} definierte Relation {\displaystyle R} auf den natürlichen Zahlen nicht transitiv,[4] jedoch rechts-euklidisch ist.

- Für eine symmetrische Relation sind die Eigenschaften Transitivität, rechts- und links-euklidisch koinzident. Doch kann auch eine nicht-symmetrische Relation sowohl transitiv als auch rechts-euklidisch sein, z. B. {\displaystyle xRy} definiert durch {\displaystyle y}=0.

- Eine Relation, die sowohl rechts-euklidisch als auch reflexiv ist, ist notwendig auch symmetrisch und damit eine Äquivalenzrelation.[2][5] Ebenso ist jede links-euklidische und reflexive Relation notwendig eine Äquivalenz.

- Der Bildbereich einer rechts-euklidischen Relation ist stets eine Teilmenge[6] ihres Urbildbereichs. Die Einschränkung einer rechts-euklidischen Relation auf ihren Bildbereich ist stets reflexiv[7] und somit eine Äquivalenzrelation. Ebenso ist der Urbildbereich einer links-euklidischen Relation stets eine Teilmenge ihres Bildbereichs, und die Beschränkung einer links-euklidischen Relation auf ihren Urbildbereich eine Äquivalenz.

- Eine Relation {\displaystyle R} ist links- und rechts-euklidisch genau dann, wenn ihr Urbild- und ihr Bildbereich übereinstimmen und {\displaystyle R} auf dieser Menge eine Äquivalenzrelation ist.[8]

- Eine rechts-euklidische Relation ist stets quasitransitiv,[9] ebenso eine links-euklidische Relation.[10]

- Eine konnexe rechts-euklidische Relation ist stets auch transitiv,[11] ebenso eine konnexe links-euklidische Relation.[10]

- Wenn {\displaystyle X} mindestens 3 Elemente hat, kann eine konnexe rechts-euklidische Relation {\displaystyle R} auf {\displaystyle X} nicht antisymmetrisch sein,[12] gleiches gilt für eine konnexe links-euklidische Relation auf {\displaystyle X}.[10] Auf der zweielementigen Menge {\displaystyle X=\{0,1\}} ist z. B. die durch {\displaystyle xRy:\Leftrightarrow y=1} definierte Relation konnex, rechts-euklidisch und antisymmetrisch; {\displaystyle xRy:\Leftrightarrow x=1} ist auf dieser Menge konnex, links-euklidisch und antisymmetrisch.